# Brandanschlag auf Kyōto Animation

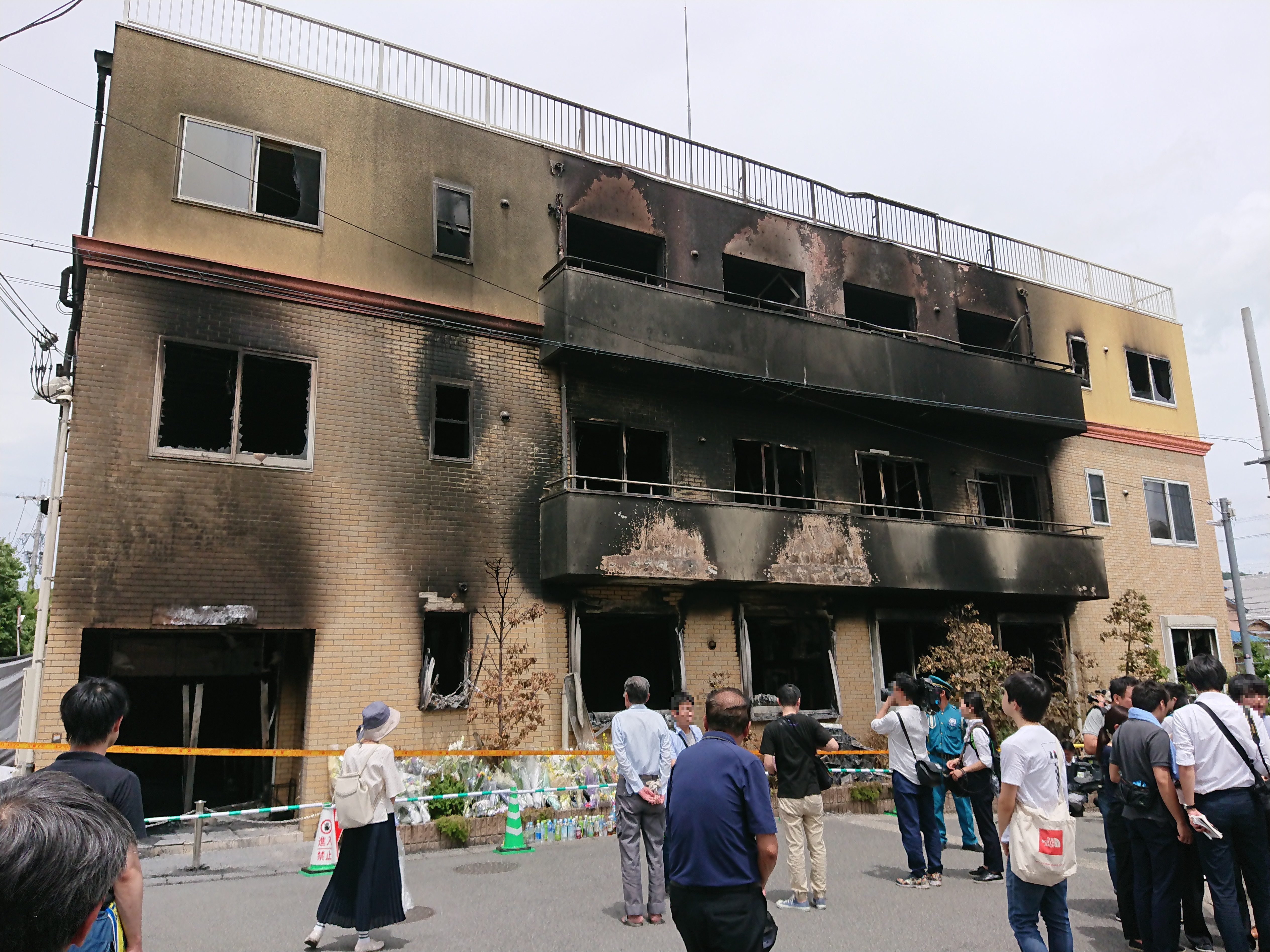
Die Überreste von Studio 1, 21. Juli 2019

Der Brandanschlag auf das japanische Studio Kyōto Animation ereignete sich am 18. Juli 2019 in Fushimi-ku, Kyōto. Ein zum Tatzeitpunkt 41-jähriger Japaner legte das Feuer, indem er eine brennbare Flüssigkeit in mehrere Büros sowie über mehrere Mitarbeiter schüttete und entzündete. Bei der Brandstiftung kamen 36 Menschen ums Leben und weitere 34 erlitten teils schwere Verletzungen. Ein Mitarbeiter des Animationsstudios verfolgte den Täter einige Häuser weiter, wo dieser dann von der Polizei festgenommen werden konnte.
Das Ereignis forderte damit mehr Todesopfer als der Messerangriff von Sagamihara im Jahre 2016 (19 Tote) und wurde als einer der größten Massenmorde in Japan seit dem Ende des Zweiten Weltkrieges bezeichnet.
Aufgrund der Schwere der Verletzungen, die der Täter selbst erlitten hatte, und dessen Behandlung sowie der Anfertigung eines psychologischen Gutachtens konnte der Gerichtsprozess erst im September des Jahres 2023 beginnen. Am 25. Januar 2024 wurde der Täter vom Präfekturgericht Kyōtō zum Tode verurteilt.

## Hintergrund

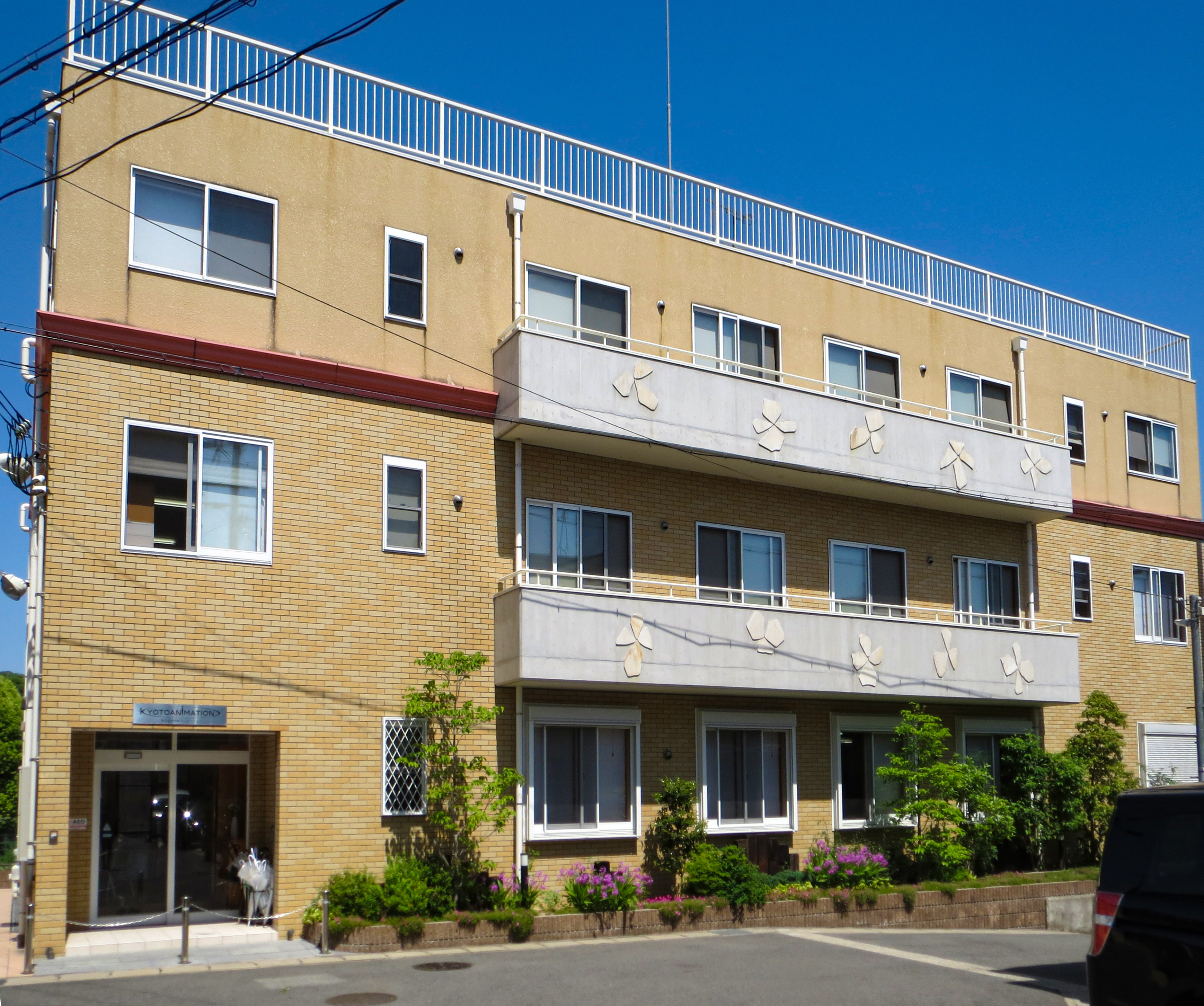
Studio 1 von Kyōto Animation vor dem Brandanschlag, 2015

Das Animationsstudio wurde im Jahr 1981 in Fushimi-ku, einem Stadtbezirk von Kyōto, eröffnet und ist nach mehreren Änderungen der Geschäftsform seit 1995 als Kabushiki-gaisha (Aktiengesellschaft) eingetragen. Das Unternehmen produzierte bis 2019 mehr als 20 Serien und 10 Kinofilme. 2011 gründete das Unternehmen einen eigenen Light-Novel-Imprint.
In den Jahren vor dem Anschlag hatte das Unternehmen immer wieder Morddrohungen erhalten. Der Präsident des Unternehmens, Hideaki Hatta, sagte, dass ein Bezug zur Brandstiftung nicht sicher sei, da die Drohungen allesamt anonym versendet worden seien. Bereits im Oktober des Jahres 2018 hatte das Animationsstudio die Polizei wegen Morddrohungen gegen Mitarbeiter eingeschaltet. Auch wurden in einem Internetforum zwischen September und November 2018 mehrere abwertende Postings veröffentlicht, die ähnliche Behauptungen wie die des Täters enthielten.
Nach dem Anschlag berichtete die Neue Zürcher Zeitung über die Arbeitsbedingungen in der japanischen Trickfilm-Industrie. Obwohl die Anime-Industrie hart umkämpft ist, geht Kyōto Animation mit seinen Angestellten fair um. So erhalten Animateure eine Festanstellung anstelle von Zeitverträgen und erhalten wesentlich mehr Zeit für die Arbeiten an ihren Projekten. Das Studio ist außerdem dafür bekannt, mehr Regisseurinnen und Drehbuchautorinnen einzustellen.

## Vorfall
Am 18. Juli 2019 um 10:30 Uhr japanischer Zeit (3:30 Uhr MESZ) brach im Studio 1 des Animationsstudios Kyōto Animation ein Feuer aus. Der Täter Shinji Aoba durchquerte das Studio mit Benzinkanistern, die er im Gebäude entleerte. Laut Zeugen schrie er „Sterbt!“ und entzündete das Benzin. Da das Gebäude zu wenige Notausgänge hatte, konnte Aoba mehrere Mitarbeiter mit Benzin übergießen, sodass diese brennend den Tatort verließen. Unmittelbar darauf floh der Täter vom Ort des Geschehens und wurde von einem unverletzten Mitarbeiter des Studios bis vor ein Haus in der Nachbarschaft verfolgt, wo die Polizei ihn verhaftete. Das Feuer breitete sich im Gebäude schnell aus, sodass mehrere Mitarbeiter im brennenden Studiogebäude gefangen waren.
Nachdem der Brand gelöscht worden war, wurden mindestens zehn Leichen im Treppenhaus des zweiten Stockwerkes gefunden. Der Täter wurde nach seiner Festnahme mit Verletzungen in ein Krankenhaus gebracht. Die Löscharbeiten, bei denen 35 Löschfahrzeuge zum Einsatz kamen, waren nach drei Stunden beendet.
Laut einer Pressekonferenz am Folgetag wurde bei dem Brandangriff das gesamte im Gebäude befindliche Material wie etwa Computer vernichtet. Es wurde berichtet, dass die Brandstiftung zu den Massakern mit den meisten Todesopfern der japanischen Geschichte seit dem Ende des Zweiten Weltkrieges zählt und der Gebäudebrand mit den meisten Todesopfern seit dem Brand des Myōjō 56 Buildings 2001 war.

## Opfer

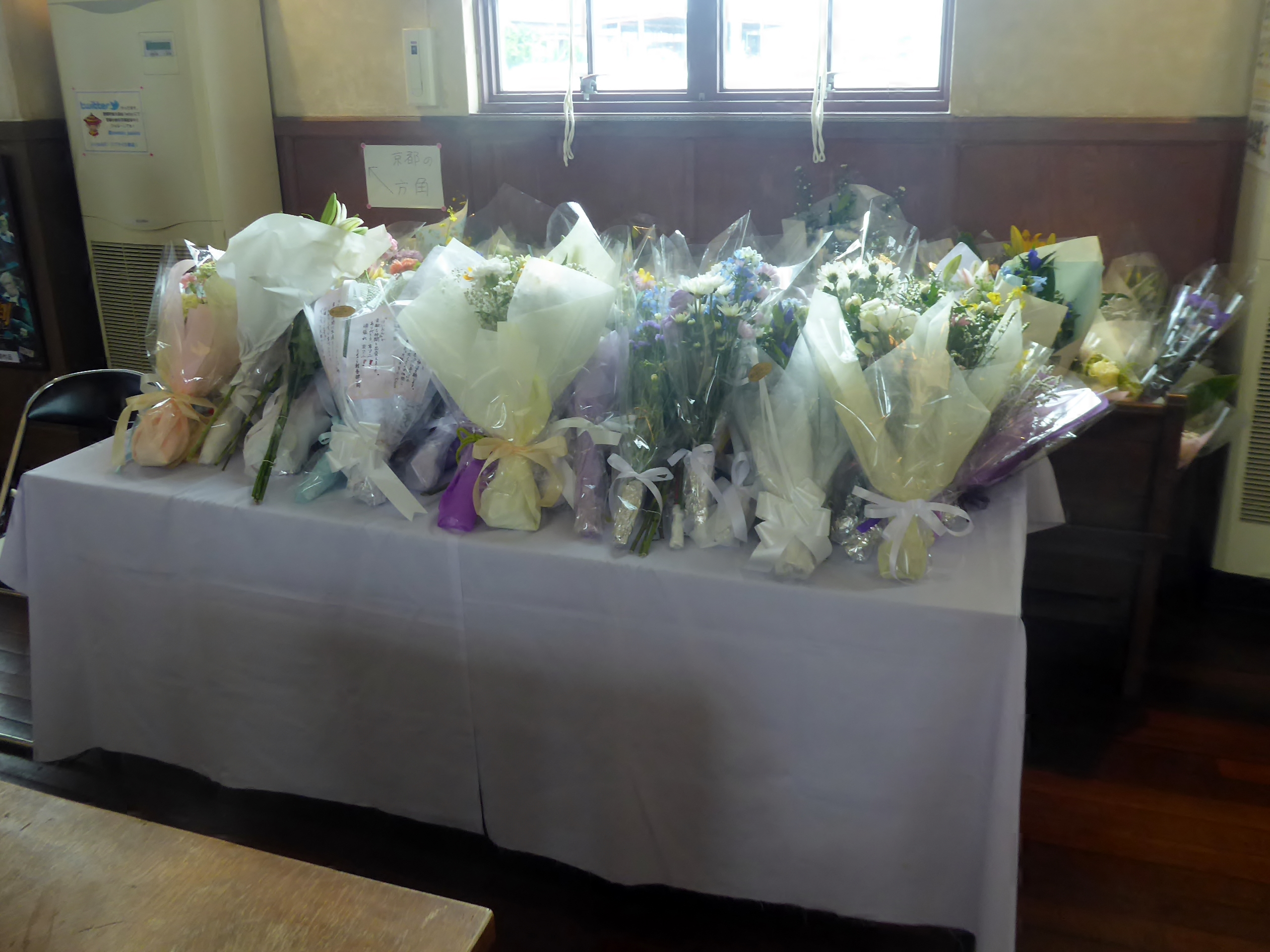
Gedenken der Opfer des Anschlags in einer nahe gelegenen Grundschule, 21. Juli 2019

Zur Tatzeit befanden sich 70 Personen im Studio. Nachdem das Feuer gelöscht und die Rettungsarbeiten abgeschlossen waren, wurde die Zahl der Todesopfer mit 34 angegeben. Die Obduktion ergab, dass 28 von ihnen durch eine Kohlenstoffmonoxidvergiftung gestorben waren; fünf weitere Menschen starben an ihren Brandverletzungen. Eine weitere Person erlag den Verbrennungen im Krankenhaus. Am 27. Juli und erneut Anfang Oktober wurde bekannt, dass jeweils eine weitere Person ihren Verletzungen erlegen war. Insgesamt kamen damit 36 Personen infolge des Anschlages ums Leben, 14 Männer und 22 Frauen.
Von den 34 verletzten Mitarbeitern wurden zehn lebensbedrohlich verletzt. Unter den Verletzten befand sich laut dem südkoreanischen Außenministerium eine Südkoreanerin. Die Regisseure Tatsuya Ishihara, Taichi Ishidate und Naoko Yamada, die allesamt für das Studio arbeiten, blieben unverletzt.
Die Polizei teilte etwa eine Woche nach dem Brand mit, dass man die Identitäten der Toten festgestellt habe. Aus Rücksicht vor den Hinterbliebenen und auf Wunsch des Studios wurden die Namen zeitweise nicht veröffentlicht. Am 4. August 2019 veröffentlichte die Polizei eine Liste mit zehn Todesopfern, darunter die beiden Regisseure Yoshiji Kigami und Yasuhiro Takemoto sowie die Animatoren Futoshi Nishiya und Junichi Oda.

## Täter
Bei dem Täter handelt es sich um den zum Tatzeitpunkt 41-jährigen Shinji Aoba (青葉 真司 Aoba Shinji; * 16. Mai 1978 in Urawa, Präfektur Saitama) aus Ōmiya in der Präfektur Saitama. Nachdem Aoba von der Polizei verhaftet worden war, wurde er mit schweren Brandverletzungen an den Beinen, der Brust und im Gesicht ins Krankenhaus gebracht. Auf dem Weg ins Krankenhaus gestand Aoba, das Feuer gelegt zu haben. Er beschuldigte Kyōto Animation, eine von ihm geschriebene Light Novel plagiiert zu haben. Im Januar 2021 schließlich wurde bekannt, dass sich die Vorwürfe des Täters auf eine Szene im Anime Tsurune beziehen, die eine alltägliche Situation zeigt: Einer der Protagonisten kauft fast abgelaufenes Fleisch günstig und wird für seine Sparsamkeit gelobt. Noch im Juli 2019 wurde ein Haftbefehl erlassen. Aoba wurde zur weiteren Behandlung seiner Verletzungen in die Kindai-Universitätsklinik nach Osaka geflogen. Am 26. Juli war er wieder bei Bewusstsein. Im September 2019 wurde Aoba noch beatmet, ehe er im gleichen Monat wieder ansprechbar war. Er erhielt bei mehreren Operationen künstliche Haut. In einem im September 2021 geführten Interview mit dem behandelnden Arzt Takahiro Uada erklärte dieser, dass insgesamt zwölf Hauttransplantationen im Zeitraum von vier Monaten notwendig waren, um Aoba zu retten.
Aoba blieb der Schule seit seiner Zeit an der Grundschule größtenteils fern. Er arbeitete in Teilzeit für die Präfekturregierung in Saitama, während er die Abendschule besuchte. Im Jahr 2009 wurde er entlassen. Nachbarn beschrieben Aoba als Hikikomori, der tagsüber nicht das Haus verlässt und stattdessen Videospiele spielt. Bereits wenige Tage vor dem Anschlag auf das Animationsstudio soll er einen Nachbarn angegriffen haben. Das Verhältnis zu seiner Familie wird als gestört beschrieben.
Bei Aoba wurde eine psychische Störung diagnostiziert. Er war in der Vergangenheit bereits kriminell in Erscheinung getreten. So raubte er im Jahr 2012 einen Konbini in Ibaraki aus. Für den Überfall wurde er zu einer dreieinhalbjährigen Gefängnisstrafe verurteilt. Aoba flüchtete vom Tatort und wurde von der Präfekturpolizei Kyōto in der Nähe des Bahnhofs Rokujizō rund 100 Meter vom Animationsstudio festgenommen. Der Psychologe Tamami Katada sagte, dass Aoba Symptome einer Schizophrenie oder Gedankenentzug entwickelt und diese zu einer Paranoia geführt haben könnte. Aoba sagte im Jahr 2008, dass er eine gedankliche Verbindung zum Attentäter des Amoklaufs von Akihabara in Tokio gehabt habe.

## Ermittlungen
Die Ermittlungen am Tatort begannen noch am gleichen Tag. Am Tatort wurden mehrere unbenutzte Messer gefunden. Bei Untersuchungen im Gebäude wurde festgestellt, dass das Studio weder eine Sprinkleranlage noch Feuerlöscher besaß, da das Studiogebäude als ein kleines Bürogebäude verzeichnet war. Dennoch wurden bei der letzten Sicherheitsüberprüfung im Oktober 2018 keine Mängel beanstandet. Laut Polizei erfüllte das Gebäude die rechtlichen Brandschutzvorschriften.
Der Eingangsbereich war durch ein Kartensystem gesichert, die Einlasskontrolle war aber zum Tatzeitpunkt wegen Besuchern deaktiviert. Zeugenaussagen zufolge soll Aoba bereits am Tag vor dem Brandanschlag in direkter Nähe des Studios gewesen sein. Ein Video einer Sicherheitskamera zeigt den Täter am Vortag in Studionähe. Bezüglich der Anschuldigungen Aobas gegen das Animationsstudio sagte Studiopräsident Hideaki Hatta, dass niemals ein Werk unter dessen Namen beim Unternehmen eingegangen sei. Zudem gab es keine frühere Kontaktaufnahme seitens des mutmaßlichen Täters. Am 31. Juli gaben die Polizei und der Anwalt des Studios bekannt, dass Aoba doch ein Werk zu einem Wettbewerb eingesendet habe. Dieser Beitrag schied allerdings in der ersten Runde aus und wurde deswegen nicht in den Aufzeichnungen gefunden. Allerdings gaben Polizei und Anwalt bekannt, dass in keinem der von dem Studio produzierten Werke Ähnlichkeiten zu Aobas Roman auszumachen sind.
Wie die Polizei der japanischen Nachrichtenagentur Kyodo News mitteilte, gehe man davon aus, dass der mutmaßliche Täter Aoba mehr als 200 Drohungen über das Kontaktformular auf der Webseite des Animationsstudios an das Studio gesendet habe. Diese sollen zunächst Verleumdungen gegen Kyōto Animation gewesen sein und später in Drohungen gegenüber Mitarbeiter umgeschlagen sein, sodass sowohl das Unternehmen als auch die Wohnung der betroffenen Mitarbeiter polizeilich gesichert wurden. Allerdings kann die Polizei Aoba nicht direkt mit den Drohnachrichten in Verbindung bringen, da diese über das Anonymisierungsnetzwerk Tor verschickt wurden und deswegen kaum nachverfolgbar seien.
Zwischenzeitlich gab die Polizei bekannt, dass die Plagiatsvorwürfe des Täters als Tatmotiv frei erfunden seien. Am 26. Juli durchsuchte die Polizei die Wohnung des Verdächtigen in Saitama und beschlagnahmte zwei Pappkartons mit Beweismaterial, darunter seine Lautsprecheranlage. Auch beantragte die Polizei einen zweiten Haftbefehl, da sich die Zahl der Todesopfer nach Erhalt des ersten Haftbefehls auf 33 Personen erhöht hatte. Die Polizei plante, Aoba festzunehmen, sobald er sich nicht mehr in Lebensgefahr befinde. Am 27. Mai 2020 wurde Aoba von der Polizei verhaftet, nachdem er von seinen Verletzungen als geheilt eingestuft wurde. Eine Verhaftung Aobas sollte bereits im Januar erfolgen, allerdings sorgten sein körperlicher Zustand und der Ausbruch des neuartigen Coronavirus SARS-CoV-2 dafür, dass die Polizei davon absah, Aoba zu diesem Zeitpunkt festzunehmen.
Aoba wurde am 16. Dezember 2020 formal wegen Mordes, versuchten Mordes, Brandstiftung, Einbruch und wegen eines Verstoßes gegen das Gesetz zur Kontrolle von Schusswaffen und Schwertern angeklagt. Zuvor wurde er nach einer sechsmonatigen psychologischen Untersuchung für geistig zurechnungsfähig erklärt, sodass er im Falle einer Verurteilung die Todesstrafe erhält.

## Prozess
Der Prozess vor dem Präfekturgericht Kyōtō begann am 5. September 2023. Am ersten Verhandlungstag vor dem Präfekturgericht Kyōtō plädierte die Verteidigung auf Freispruch für den Angeklagten, da dieser zum Zeitpunkt der Tat psychisch unzurechnungsfähig gewesen sei. Die Staatsanwaltschaft hingegen forderte, Aoba wegen Mordes schuldig zu sprechen, da er zur Tatzeit vollkommen bei Bewusstsein gewesen sei. In ihrem Einstiegsplädoyer berichteten die Anwälte, dass Aoba einen Monat vor dem Brandanschlag auf das Animationsstudio ein Attentat am Bahnhof Ōmiya geplant, im letzten Moment aber verworfen habe. Aoba selbst, der im Gerichtssaal anwesend war, bekannte sich der Tat für schuldig. Er habe „nie daran gedacht, dass seine Tat so viele Menschen das Leben kosten würde“ und „dass er zu weit gegangen sei“. Vor dem Gerichtsgebäude warteten rund 500 Personen mehrere Stunden lang, um einen der 35 freien Zuschauerplätze im Verhandlungssaal zu erhalten.
In der Anhörung des Präsidenten des Animationsstudios, Hideaki Hatta, bekräftigte dieser, dass die Mitarbeiter des Unternehmens keine fremden Ideen verwendet hätten und man kein Unternehmen sei, das Ideen anderer stiehlt. Stattdessen sei die Tat, so Hatta, im Zustand des Wahns verübt worden, auf den der Angeklagte in einer Zeugenaussage eingegangen sei. Laut dieser Aussage glaubte Aoba, dass eine ihm unbekannte Mitarbeiterin des Animationsstudios seine Idee kopiert habe, und er habe aus Zorn darüber begonnen, die Tat zu planen.
Am 8. Dezember 2023 (JST) forderte die Staatsanwaltschaft schließlich die Todesstrafe. Der zuständige Richter Keisuke Masuda folgte der Forderung der Staatsanwaltschaft am 25. Januar 2024 und verurteilte Aoba zum Tode. In der Urteilsverkündung des Richters hieß es, dass Aoba zum Tatzeitpunkt weder geistig unzurechnungsfähig noch in einem Zustand verminderter Schuldfähigkeit gewesen sei, weswegen er strafrechtlich vollumfänglich verantwortlich gemacht werden könne. Am Tag nach dem Urteil legte Aoba über seine Anwälte Berufung ein. In einem Interview mit dem Asahi Shimbun erklärte Aoba, dass er das Todesurteil akzeptiere. Er habe den Einspruch eingelegt, da er „noch etwas zu sagen habe.“ Am 28. Januar 2025 zog Aoba seine Berufung zurück, womit das Todesurteil rechtskräftig wurde.

## Reaktionen

### Filmindustrie

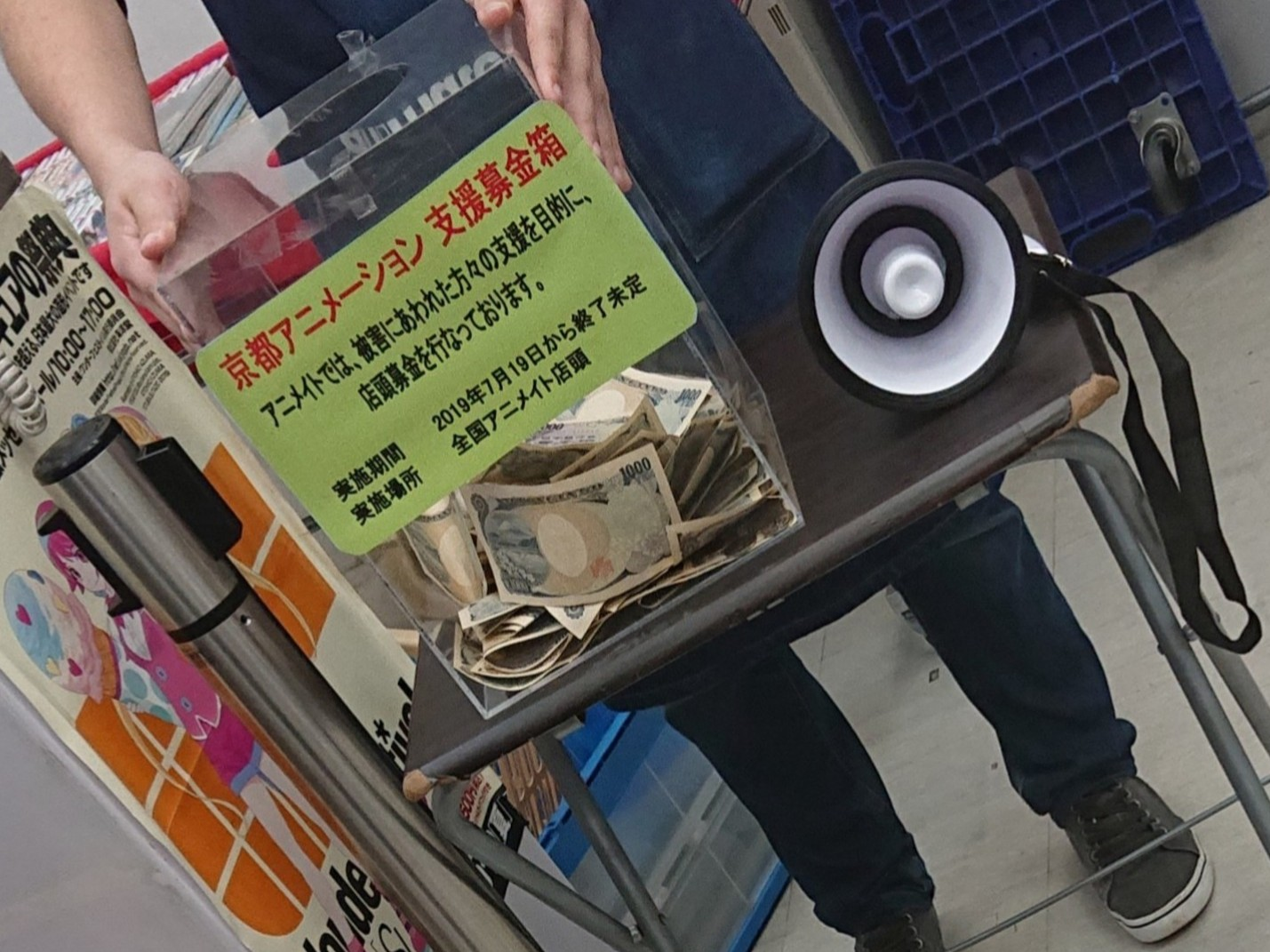
Eine Spendenbox in einer Animate-Filiale in Akihabara

Der US-Anime-Publisher Sentai Filmworks startete eine GoFundMe-Spendenkampagne, bei der ungefähr 300.000 US-Dollar innerhalb der ersten sechs Stunden gesammelt werden konnten. Nach nur 19 Stunden hatte die GoFundMe-Kampagne bereits über eine Million Dollar an Spenden erhalten. Am 25. Juli wurde mitgeteilt, dass der Spendenaufruf die 2-Millionen-Dollar-Marke überschritten habe. Mehr als 62.000 Spenden sind bisher eingegangen, darunter auch vom Software-Entwickler Adobe. Animefans erwarben im digitalen Onlineshop von Kyōto Animation hochwertige Bilder der Produktionen, um das Unternehmen mit ihren Käufen direkt zu unterstützen. Animate, einer der führenden japanischen Vertriebe für Anime, Manga und Videospiele, startete eine Spendenaktion, um die Opfer des Anschlages zu unterstützen.
Zahlreiche Personen und Unternehmen, die der Filmindustrie nahe stehen, äußerten sich bestürzt über den Anschlag und zeigten sich mit Kyōto Animation solidarisch, darunter die japanischen Regisseure Makoto Shinkai und Tatsuki, die Synchronsprecherin Aki Toyosaki, Mangaka Honobu Yonezawa, die Vertriebe Funimation und Aniplex of America, die Animationsstudios Toei Animation, Nickelodeon Animation, Sunrise, Shaft, Bones, Khara und Bandai Namco Pictures.
Zwischenzeitlich startete Kyōto Animation ein eigenes Spendenkonto. Gemeinsam mit der von Sentai Filmworks gestarteten Spendenkampagne wurden bis 26. Juli mehr als fünf Millionen US-Dollar gesammelt.
Yoshiki von der Rockband X Japan spendete zehn Millionen Yen. Das Animationsstudio kündigte an, die gesamten Spendengelder nicht für den Wiederaufbau des Studios zu verwenden und stattdessen im vollkommenen Umfang an die Opfer sowie deren Familien zu übergeben.

### Politik
Der japanische Premierminister Shinzō Abe und die Chinesische Botschaft in Japan drückten ihre Anteilnahme aus. Zwischenzeitlich veröffentlichten auch die belgische, die französische und philippinische Vertretung in Japan Stellungnahmen zu dem Brandanschlag.
Der UN-Generalsekretär António Guterres, der damalige Präsident der Vereinigten Staaten Donald Trump, die damalige taiwanesische Präsidentin Tsai Ing-wen, der kasachische Präsident Kassym Tokajew und der kanadische Premierminister Justin Trudeau drückten den Verletzten und den Hinterbliebenen des Anschlages ihre Anteilnahme aus. Auch Henriette Reker, Oberbürgermeisterin der Stadt Köln, zeigte sich über die Tat schockiert und sprach den Angehörigen der Opfer ihr Mitgefühl aus. Köln ist Partnerstadt von Kyōto.

### Folgen
Infolge des Brandanschlages wurde eine Informationsveranstaltung für den für 2020 angekündigten Kinofilm zur Animeserie Free! abgesagt, eine Zusammenarbeit mit der Keihan-honsen und die dritte Episode der Animeserie Fire Force – eine Serie über die Feuerwehr – des Studios David Production wurden verschoben. Nichtsdestotrotz kündigte Kyōto Animation an, an der AnimagiC Anfang August in Deutschland teilzunehmen und den Film Violet Evergarden und das Band der Freundschaft vorzustellen.
Hideaki Hatta, Präsident von Kyōto Animation, kündigte an, das Studio 1 abzureißen und auf dem Grundstück einen öffentlich zugänglichen Park mitsamt Denkmal zum Andenken an die Opfer der Tat errichten zu lassen. Der Abriss des Studio 1 begann im November. Die jährliche Verleihung des Kyōto Animation Awards wurde infolge des Brandanschlags für 2019 abgesagt.
Die Daten, die sich auf dem Server im Studio 1 befanden, darunter animierte Key-Animation-Frames, Charakterdesign-Sheets und andere Dokumente, konnten ohne Verluste wiederhergestellt werden.
Kyōto Animation kündigte für den 3. und 4. November Gedenkgottesdienste im Konferenzcenter der Miyako Messe in Kyōto an, die der Öffentlichkeit zugänglich ist. Außerdem wurden die Namen aller Opfer im Abspann des Violet-Evergarden-Films eingespielt.

### Weitere Zwischenfälle
Eine Woche nach dem Brandanschlag bedrohte ein 40-jähriger Japaner den Spiele-Entwickler Square Enix und kündigte einen ähnlichen Anschlag in einer Anspielung auf den Brandanschlag als „Wiederholung von Kyōto Animation“ an. Des Weiteren wurde in Sapporo ein 63-jähriger Mann festgenommen, nachdem dieser seinem früheren Vorgesetzten über dem Messengerdienst Line eine Drohung schickte, in der er ankündigte, dass dies „möglicherweise die Hokkaidō-Version des KyoAni-Brandanschlags werden könnte.“ Bei einer Vernehmung durch die Polizei erklärte die Person, dass es sich um einen Scherz gehandelt habe. Einen Monat zuvor wurde er als Pfleger aus einem Altenheim entlassen.
Nach dem Brandanschlag wurde eine gesetzliche Regelung eingeführt, nach der sich Kunden beim Kauf von Benzin in Kanistern ausweisen und einen Grund für den Kauf angeben müssen. Ungeachtet dessen ereignete sich am 14. März 2021 ein Brandanschlag auf das vierstöckige Acty Annex in der Präfektur Tokushima, welcher dem Attentat auf das Animationsstudio nachempfunden sein soll. Zu dem Zeitpunkt des Anschlages begann die lokale Idol-Gruppe Dancing Dolls in der obersten Etage ein Konzert. Der Tatverdächtige, ein zu dem Zeitpunkt 38-jähriger Japaner, versteckte in der Nähe des Gebäudes Kanister mit Benzin und entzündete das Feuer im Fahrstuhl des Hauses. Zur Zeit des Anschlags befanden sich, ähnlich wie beim Kyōto-Animation-Brandanschlag, ungefähr 70 Personen im Gebäude. Allerdings konnten alle Personen rechtzeitig entkommen. Der Tatverdächtige wurde zehn Tage später von der Polizei festgenommen. Ob die verschärften gesetzlichen Regelungen eingehalten wurden, ist nicht bekannt.
In Osaka legte ein 61-Jähriger im Jahr 2021 ein Feuer in einem Krankenhaus. Dabei wies die Tat Ähnlichkeiten zum Anschlag auf Kyōtō Animation auf. Der Täter des Anschlags erlag im Krankenhaus seinen Verletzungen. Polizeilichen Ermittlungen zufolge habe der Täter versucht, den Anschlag zu kopieren. Bei dem Anschlag starben 25 Menschen.

## Dokumentation
Eine einstündige Dokumentation über den Arzt Takahiro Ueda, welcher den Angeklagten Shinji Aoba behandelte, wurde am 1. September 2023 auf Kantele, einem Regionalsender von Fuji News Network, gezeigt. Der Titel der Dokumentation ist The Documentary: Beyond the Fire ~The Kyoto Animation Incident and 29 Years For the Woman Who Was Set on Fire~.